# Mahmudiye, Niksar
Mahmudiye là một xã thuộc huyện Niksar, tỉnh Tokat, Thổ Nhĩ Kỳ. Dân số thời điểm năm 2011 là 756 người.